# Savda
Savda è una città dell'India di 19.331 abitanti, situata nel distretto di Jalgaon, nello stato federato del Maharashtra. In base al numero di abitanti la città rientra nella classe IV (da 10.000 a 19.999 persone).

## Geografia fisica
La città è situata a 21° 8' 60 N e 75° 52' 60n E e ha un'altitudine di 230 m s.l.m..

## Società

### Evoluzione demografica
Al censimento del 2001 la popolazione di Savda assommava a 19.331 persone, delle quali 9.990 maschi e 9.341 femmine. I bambini di età inferiore o uguale ai sei anni assommavano a 2.499, dei quali 1.331 maschi e 1.168 femmine. Infine, coloro che erano in grado di saper almeno leggere e scrivere erano 13.835, dei quali 7.778 maschi e 6.057 femmine.